# Receta veterinaria
En España, la receta veterinaria es un documento que avala la dispensación de medicamentos veterinarios, bajo prescripción veterinaria.
Documento normalizado por el cual los veterinarios legalmente capacitados prescriben la medicación para su dispensación por los centros autorizados.

## Elementos de una receta veterinaria
La receta para la prescripción de los medicamentos veterinarios se ajustará a lo previsto en la normativa específica de cada país. En España para los mismos, constará, al menos, de una parte original destinada al centro dispensador y dos copias, una para el propietario o responsable de los animales y otra que retendrá el veterinario que efectúa la prescripción. Cuando el veterinario haga uso de los medicamentos de que dispone para su ejercicio profesional, retendrá también el original destinado al centro dispensador.

### Datos de una receta veterinaria

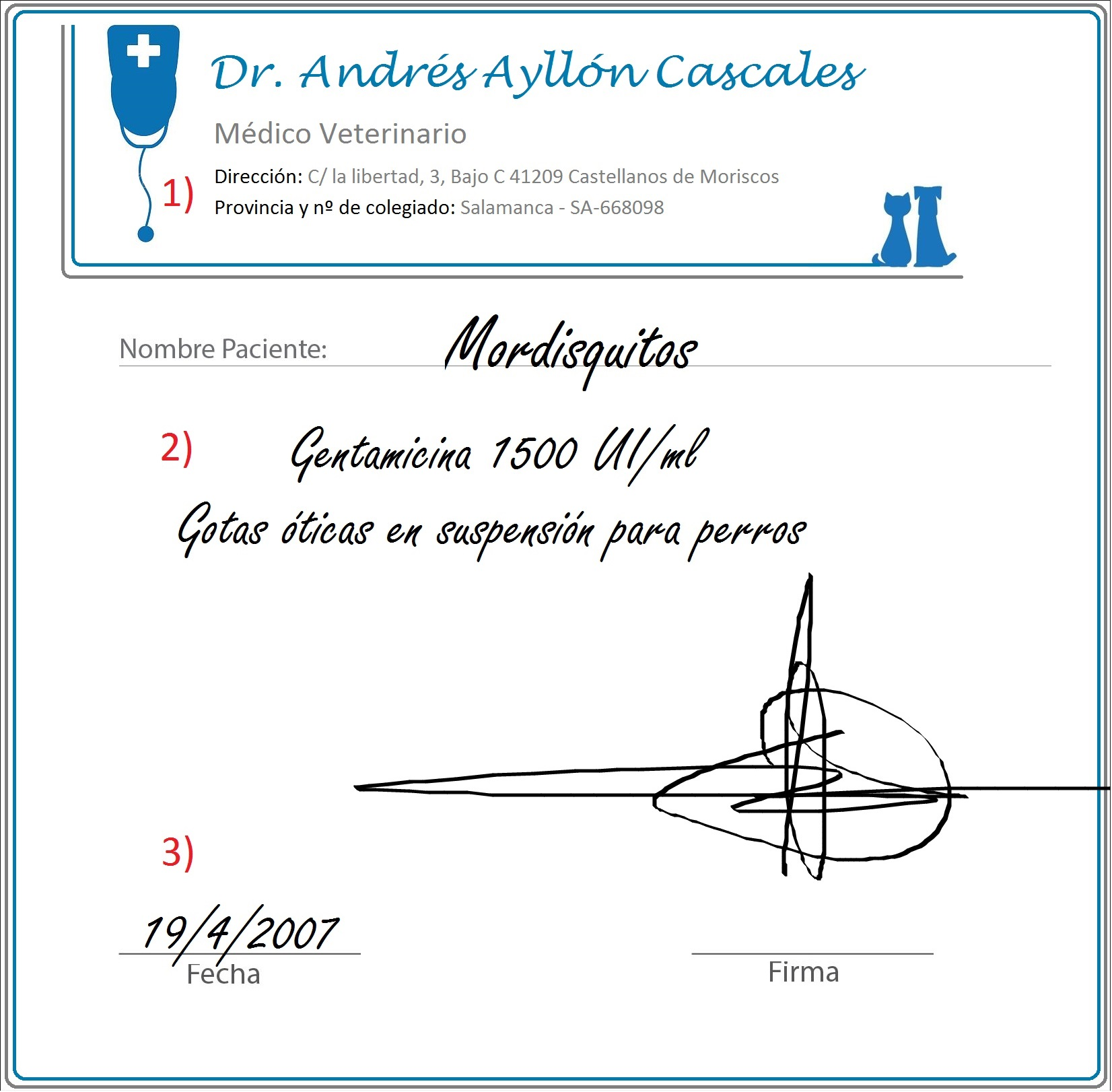
Datos mínimos de una receta veterinaria.

En la receta deberán figurar, al menos, los siguientes datos, sin los cuales no será válida a efectos de su dispensación:
1. Sobre el prescriptor: nombre y dos apellidos, dirección completa, número de colegiado y provincia de colegiación.
2. Denominación del medicamento perfectamente legible, especificando la forma farmacéutica, el correspondiente formato del mismo, si existen varios, y el número de ejemplares que se dispensarán o se administrarán.
3. Firma del prescriptor y fecha de la prescripción.

Asimismo, cuando la receta se expida para medicamentos con destino a animales productores de alimentos para consumo humano, deberán constar los siguientes datos adicionales:
1. Código de identificación de la explotación.[2]
2. Especie animal a la que se destina el medicamento en el caso de que en la misma explotación haya varias especies, o en su defecto, el código de identificación otorgado por la autoridad competente de la comunidad autónoma.
3. El tiempo de espera fijado, aun cuando el mismo sea de cero días, en cuyo caso también se hará constar dicho tiempo de espera.
4. Número de receta.
5. Dosis, vía de administración y duración del tratamiento.
6. En la prescripción excepcional figurará la leyenda "prescripción excepcional", y los datos mínimos siguientes: el número de animales a tratar, su identificación individual o por lotes, el diagnóstico, la vía y las dosis a administrar y la duración del tratamiento.
7. En cualquier caso, irá también impresa en la receta, pudiendo para ello utilizarse el reverso de la misma, la mención a que la misma caducará a los treinta días a efectos de la dispensación de la medicación prescrita, salvo en el caso previsto en el párrafo segundo del apartado siguiente.
8. Las instrucciones para el propietario o responsable de los animales sobre el uso o administración del medicamento que el facultativo considere oportuno hacer constar por escrito, podrán figurar en la receta o en documento aparte.

En la prescripción médica cada receta va enfocada a un animal o a un grupo de animales de la misma especie, miembros de una misma explotación o propietario. En el tratamiento se deben contemplar el o los medicamentos necesarios, siendo en el último caso la elección de tiempo de espera del medicamento que lo tenga más largo.
La duración del tratamiento prescrito en cada receta y el plazo de su dispensación no superará treinta días, salvo en caso de enfermedades crónicas o de tratamientos periódicos, circunstancia que se hará constar en la receta, en cuyo caso la duración del tratamiento y el plazo de dispensación no podrá superar los tres meses. 
Para dispensar una fórmula magistral o preparado oficinal se requiere una receta en la que además figure:
- La composición cuantitativa y cualitativa.
- Proceso morboso que se pretende tratar y especie animal a la que se destina.
- Cantidad que se elaborará.

Para la elaboración de autovacunas de uso veterinario, en la receta, asimismo, se hará constar la identificación del animal o explotación en la que se haya aislado el microorganismo y cepa a partir de la cual se vaya a elaborar la autovacuna, la fecha en que se tomó la muestra a partir de la cual se elabora la misma, así como la entidad debidamente autorizada conforme a la normativa vigente, que la elaborará.

## Dispensación de una receta veterinaria
Las recetas originales, una vez realizada la dispensación, quedarán en poder del centro dispensador, para su archivo y control, como justificación de dicho acto o para la tramitación que le corresponda efectuar con las mismas, debiendo ser consignadas en el registro correspondiente y conservadas. En España se conservan  durante cinco años.

## Prescripciones excepcionales por vacío terapéutico en animales productores de alimentos
Cuando no existan medicamentos veterinarios autorizados para una enfermedad, en una especie animal productora de alimentos, el veterinario podrá, de forma excepcional y bajo su responsabilidad personal directa en particular para evitar sufrimientos inaceptables, tratar al animal o animales afectados de una explotación concreta administrando:
- Un medicamento veterinario, con similar efecto terapéutico al deseado, autorizado para su uso en otra especie o para tratar otra enfermedad de la misma especie.

Si el medicamento considerado  anteriormente no existe, bien se puede prescribir: 
- Un medicamento de uso humano autorizado,
- un medicamento veterinario, con similar efecto terapéutico, autorizado en otro Estado miembro de conformidad con la normativa comunitaria europea, para su uso en la misma especie o en otras especies productoras de alimentos para la enfermedad de que se trate u otra enfermedad.

A falta de los medicamentos anteriores, el veterinario podrá prescribir fórmulas magistrales, preparados oficinales o autovacunas de uso veterinario.

## Receta oficial de estupefacientes para uso veterinario
Las recetas citadas se presentarán en talonarios numerados, con 50 recetas también numeradas. En todas ellas figurará la leyenda «veterinaria». Cada talonario deberá incluir además un justificante de recepción del mismo. Deberán incluir el sello u otro sistema de identificación inequívoco de la institución a través de la cual se haya efectuado la distribución de los mismos.
Los talonarios se distribuirán a los colegios oficiales de veterinarios, a efectos de su entrega a los veterinarios colegiados, con garantías suficientes de seguridad y sin cargo alguno.
El veterinario, al recibir el talonario de recetas oficiales de estupefacientes, firmará el documento de recepción, el cual quedará en poder del colegio o entidad que se lo hubiese facilitado.
Cada receta, en formato papel de cumplimentación manual o informatizada, deberá constar de un original para la oficina de farmacia y dos copias, una para el propietario o responsable del animal y otra para el veterinario prescriptor. En cada receta solamente se podrá prescribir un solo medicamento y para un único animal. La prescripción realizada en una receta de estupefacientes de uso veterinario podrá amparar, como máximo, la medicación precisa para un mes de tratamiento.
En la cumplimentación de la receta oficial de estupefacientes para uso veterinario será preciso incluir aparte de los datos de receta veterinaria común:
1. Número de teléfono del veterinario prescriptor o bien del establecimiento, institución u organismo público donde ejerza.
2. Sello del colegio oficial veterinario que haya efectuado la distribución del talonario.
3. La posología, indicando el número de unidades por toma y día, la duración total del tratamiento, vía de administración y el tiempo de espera, cuando proceda.
4. La prescripción excepcional por vacío terapéutico de un medicamento estupefaciente deberá consignarse en la receta oficial de estupefacientes para uso veterinario figurando la leyenda «prescripción excepcional».

### Dispensación de una receta oficial de estupefacientes para uso veterinario
Únicamente podrán dispensar medicamentos estupefacientes de uso veterinario las oficinas de farmacia autorizadas. Para la dispensación será necesario la presentación y entrega de la preceptiva receta oficial de estupefacientes de uso veterinario.
Para que las recetas oficiales de estupefacientes tengan validez a efectos de dispensación por las oficinas de farmacia, deberán cumplir los siguientes requisitos:
1. Los medicamentos estarán prescritos en una receta oficial de estupefacientes de uso veterinario.
2. Tendrán consignados todos los datos obligatorios.
3. Las recetas no presentarán enmiendas ni tachaduras en los datos de consignación obligatoria, a no ser que éstas hayan sido salvadas por nueva firma del prescriptor.
4. Se presentarán para su dispensación antes de transcurrido su plazo de validez que será de 10 días naturales contados a partir de la fecha de la prescripción.